# Seksdagesløbet i Gent
Seksdagesløbet i Gent (nederlandsk: Zesdaagse Vlaanderen-Gent) er et seksdagesløb afholdt årligt i Gent, Belgien.
Det finder sted i velodromen Kuipke i Gents Citadelpark.
Den 66. udgave af seksdagesløbet fra 21. til 26. november 2006 blev overskygget af dødsfaldet af en af rytterne. Under femte dags løb kørte Isaac Gálvez fra Spanien ind i barrieren langs ydersiden af banen og døde på vej til hospitalet.
Arrangementet inkluderer parløbet Memorial Patrick Sercu, opkaldt efter den tidligere løbsdirektør i Gent og indehaver af verdensrekorden for flest antal sejre i seksdagesløb, Patrick Sercu, der døde i 2019.
Den 69. udgave fandt sted fra 24. til 29. november 2009. Et dansk hold bestående af Alex Rasmussen og hans makker Michael Mørkøv vandt med en difference på 3 point. Årets vinder fra året før, Iljo Keisse, endte som nummer to.

## Vindere
| År        | Vindere | Andenplads | Tredjeplads |
| --------- | --- | --- | --- |
| 1922      | Marcel Buysse Oscar Egg | Lucien Buysse Henri Van Lerberghe | Henri Wynsdau Théodore Wynsdau |
| 1923      | Lucien Buysse Victor Standaert | Henri Frederickx John Van Ruysseveldt | André Narcy Camille Narcy |
| 1924      | Aloïs Persijn Jules Verschelden | Lucien Buysse Jules Van Hevel | Kamiel De Clercq Julien Delbecque |
| 1925      | César Debaets Jules Van Hevel | Aloïs Persijn Jules Verschelden | Lucien Buysse Emile Thollembeek |
| 1926      | César Debaets Emile Thollembeek | Victor Standaert René Vermandel | Louis Maes Isidoor Méchant |
| 1927      | Maurice Dewolf Hilaire Hellebaut | Oscar Daemers Albert Maes | Raphaël Fonteyne Karel Clapdorp |
| 1928-1935 | Ikke arrangeret | Ikke arrangeret | Ikke arrangeret |
| 1936      | Albert Billiet Camile Dekuysscher | Kees Pellenaars Frans Slaats | Gustav Kilian Heinz Vöpel |
| 1937      | Ikke arrangeret | Ikke arrangeret | Ikke arrangeret |
| 1938      | Kees Pellenaars Frans Slaats | Albert Billiet Albert Buysse | Frans van den Broek Louis van Schijndel |
| 1938-1946 | Ikke arrangeret | Ikke arrangeret | Ikke arrangeret |
| 1947      | Gerrit Boeijen Gerrit Schulte | Robert Naeye Rik Van Steenbergen | Camile Dekuysscher Albert Sercu |
| 1948      | Achiel Bruneel Camile Dekuysscher | René Adriaenssens Albert Bruylandt | Albert Sercu Fernand Spelte |
| 1949      | Gerrit Boeijen Gerrit Schulte | Marcel Kint Rik Van Steenbergen | Reginald Arnold Alfred Strom |
| 1950      | Gerrit Peters Gerrit Schulte | Robert Naeye Rik Van Steenbergen | Achiel Bruneel Albert Bruylandt |
| 1951      | René Adriaenssens Albert Bruylandt | Achiel Bruneel Rik Van Steenbergen | Reginald Arnold Alfred Strom |
| 1952      | Walter Bucher Armin Von Bueren | Gérard Buyl Valère Ollivier | Arthur Mommerency Henri Tytgat |
| 1953      | Achiel Bruneel Arsène Rijckaert | Reginald Arnold Alfred Strom | Gerrit Peters Gerrit Schulte |
| 1954      | Stan Ockers Rik Van Steenbergen | Lucien Acou Achiel Bruneel | Lucien Gillen Ferdinando Terruzzi |
| 1955 (1)  | Lucien Gillen Ferdinando Terruzzi | Dominique Forlini Georges Senfftleben | Stan Ockers Rik Van Steenbergen |
| 1955 (2)  | Emile Severeyns Rik Van Steenbergen | Stan Ockers Ferdinando Terruzzi | Reginald Arnold Fred De Bruyne |
| 1956      | Reginald Arnold Ferdinando Terruzzi | Emile Severeyns Rik Van Steenbergen | Walter Bucher Jean Roth |
| 1957      | Fred De Bruyne Rik Van Steenbergen | Reginald Arnold Ferdinando Terruzzi | Gerrit Schulte Willy Vannitsen |
| 1958      | Reginald Arnold Rik Van Looy | Emile Severeyns Rik Van Steenbergen | Gerrit Schulte Ferdinando Terruzzi |
| 1959      | Fred De Bruyne Rik Van Steenbergen | André Darrigade Gerrit Schulte | Reginald Arnold Michel Van Aerde |
| 1960      | Peter Post Rik Van Looy | Emile Severeyns Rik Van Steenbergen | Reginald Arnold José Denoyette |
| 1961      | Peter Post Rik Van Looy | Emile Severeyns Rik Van Steenbergen | Klaus Bugdahl Arthur De Cabooter |
| 1962-1964 | Ikke arrangeret | Ikke arrangeret | Ikke arrangeret |
| 1965      | Eddy Merckx Patrick Sercu | Peter Post Tom Simpson | Emile Severeyns Rik Van Steenbergen |
| 1966      | Fritz Pfenninger Peter Post | Klaus Bugdahl Patrick Sercu | Rudi Altig Sigi Renz |
| 1967      | Eddy Merckx Patrick Sercu | Freddy Eugen Palle Lykke Jensen | Fritz Pfenninger Peter Post |
| 1968      | Leo Duyndam Peter Post | Patrick Sercu Rik Van Looy | Fritz Pfenninger Louis Pfenninger |
| 1969      | Rudi Altig Sigi Renz | Patrick Sercu Alain Van Lancker | Peter Post Norbert Seeuws |
| 1970      | Jean-Pierre Monseré Patrick Sercu | Roger De Vlaeminck Peter Post | Graeme Gilmore Julien Stevens |
| 1971      | Roger De Vlaeminck Patrick Sercu | Ferdinand Bracke Peter Post | Julien Stevens Théo Verschueren |
| 1972      | Patrick Sercu Julien Stevens | Norbert Seeuws Alain Van Lancker | Graeme Gilmore Walter Godefroot |
| 1973      | Graeme Gilmore Patrick Sercu | Leo Duyndam René Pijnen | Cees Stam Théo Verschueren |
| 1974      | Graeme Gilmore Julien Stevens | Sigi Renz Patrick Sercu | René Pijnen Roy Schuiten |
| 1975      | Eddy Merckx Patrick Sercu | Graeme Gilmore Julien Stevens | Klaus Bugdahl Alain Van Lancker |
| 1976      | Donald Allan Danny Clark | Patrick Sercu Ferdi Van Den Haute | Graeme Gilmore Julien Stevens |
| 1977      | Eddy Merckx Patrick Sercu | Danny Clark Freddy Maertens | Albert Fritz Wilfried Peffgen |
| 1978      | Gerrie Knetemann Patrick Sercu | Danny Clark Ferdi Van Den Haute | Roman Hermann Stan Tourné |
| 1979      | Donald Allan Danny Clark | Patrick Sercu Stan Tourné | René Pijnen Michel Vaarten |
| 1980      | Albert Fritz Patrick Sercu | Donald Allan Danny Clark | Willy Debosscher René Pijnen |
| 1981      | Gert Frank Patrick Sercu | Danny Clark Etienne De Wilde | Willy Debosscher René Pijnen |
| 1982      | Donald Allan Danny Clark | Robert Dill-Bundi Urs Freuler | Roger De Vlaeminck Patrick Sercu |
| 1983      | Etienne De Wilde René Pijnen | Albert Fritz Dietrich Thurau | Romain Costermans Michel Vaarten |
| 1984      | Gert Frank Hans-Henrik Ørsted | Etienne De Wilde Stan Tourné | Danny Clark Anthony Doyle |
| 1985      | Etienne De Wilde Stan Tourné | Anthony Doyle Michel Vaarten | Rudy Dhaenens Roman Hermann |
| 1986      | Danny Clark Anthony Doyle | Etienne De Wilde Stan Tourné | Gert Frank Michel Vaarten |
| 1987      | Danny Clark Etienne De Wilde | Roman Hermann Stan Tourné | Pierangelo Bincoletto Hans-Henrik Ørsted |
| 1988      | Urs Freuler Roman Hermann | Etienne De Wilde Stan Tourné | Danny Clark Anthony Doyle |
| 1989      | Etienne De Wilde Stan Tourné | Danny Clark Konstantin Khrabtsov | Urs Freuler Hans-Rüdi Märki |
| 1990      | Danny Clark (AUS) Roland Günther (FRG) | Marat Ganeev (URS) Konstantin Khrabtsov (URS) | Urs Freuler (SUI) Hansruedi Märki (SUI) |
| 1991      | Etienne De Wilde (BEL) Tony Doyle (GBR) | Urs Freuler (SUI) Peter Pieters (NED) | Roland Günther (GER) Rik Van Slycke (BEL) |
| 1992      | Etienne De Wilde (BEL) Jens Veggerby (DEN) | Urs Freuler (SUI) Peter Pieters (NED) | Bruno Risi (SUI) Rik Van Slycke (BEL) |
| 1993      | Kurt Betschart (SUI) Bruno Risi (SUI) | Urs Freuler (SUI) Werner Stutz (SUI) | Johan Bruyneel (BEL) Etienne De Wilde (BEL) |
| 1994      | Danny Clark (AUS) Etienne De Wilde (BEL) | Urs Freuler (SUI) Carsten Wolf (GER) | Jimmi Madsen (DEN) Peter Van Petegem (BEL) |
| 1995      | Etienne De Wilde (BEL) Andreas Kappes (GER) | Jimmi Madsen (DEN) Jens Veggerby (DEN) | Silvio Martinello (ITA) Marco Villa (ITA) |
| 1996      | Kurt Betschart (SUI) Bruno Risi (SUI) | Adriano Baffi (ITA) Etienne De Wilde (BEL) | Andreas Kappes (GER) Carsten Wolf (GER) |
| 1997      | Etienne De Wilde (BEL) Matthew Gilmore (AUS) | Jimmi Madsen (DEN) Jens Veggerby (DEN) | Silvio Martinello (ITA) Marco Villa (ITA) |
| 1998      | Silvio Martinello (ITA) Marco Villa (ITA) | Etienne De Wilde (BEL) Andreas Kappes (GER) | Tayeb Braikia (DEN) Jimmi Madsen (DEN) |
| 1999      | Jimmi Madsen (DEN) Scott McGrory (AUS) | Adriano Baffi (ITA) Silvio Martinello (ITA) | Etienne De Wilde (BEL) Matthew Gilmore (BEL) |
| 2000      | Matthew Gilmore (BEL) Silvio Martinello (ITA) | Brett Aitken (AUS) Scott McGrory (AUS) | Adriano Baffi (ITA) Frank Corvers (BEL) |
| 2001      | Matthew Gilmore (BEL) Scott McGrory (AUS) | Kurt Betschart (SUI) Bruno Risi (SUI) | Etienne De Wilde (BEL) Andreas Kappes (GER) |
| 2002      | Kurt Betschart (SUI) Bruno Risi (SUI) | Matthew Gilmore (BEL) Bradley Wiggins (GBR) | Jimmi Madsen (DEN) Marty Nothstein (USA) |
| 2003      | Matthew Gilmore (BEL) Bradley Wiggins (GBR) | Robert Slippens (NED) Danny Stam (NED) | Kurt Betschart (SUI) Bruno Risi (SUI) |
| 2004      | Robert Slippens (NED) Danny Stam (NED) | Andreas Beikirch (GER) Iljo Keisse (BEL) | Gerd Dörich (GER) Andreas Kappes (GER) |
| 2005      | Matthew Gilmore (BEL) Iljo Keisse (BEL) | Robert Slippens (NED) Danny Stam (NED) | Andreas Beikirch (BEL) Kurt Betschart (SUI) |
| 2006      | Ingen vindere Note: Robert Bartko og Iljo Keisse førte, da Isaac Gálvez styrtede på den femte dag. På grund af hans død blev løbet aflyst, og der blev ikke kåret nogen vindere. | Ingen vindere Note: Robert Bartko og Iljo Keisse førte, da Isaac Gálvez styrtede på den femte dag. På grund af hans død blev løbet aflyst, og der blev ikke kåret nogen vindere. | Ingen vindere Note: Robert Bartko og Iljo Keisse førte, da Isaac Gálvez styrtede på den femte dag. På grund af hans død blev løbet aflyst, og der blev ikke kåret nogen vindere. |
| 2007      | Robert Bartko (GER) Iljo Keisse (BEL) | Franco Marvulli (SUI) Bruno Risi (SUI) | Robert Slippens (NED) Danny Stam (NED) |
| 2008      | Robert Bartko (GER) Iljo Keisse (BEL) | Leif Lampater (GER) Erik Zabel (GER) | Andreas Beikirch (GER) Kenny De Ketele (BEL) |
| 2009      | Michael Mørkøv (DEN) Alex Rasmussen (DEN) | Iljo Keisse (BEL) Roger Kluge (GER) | Franco Marvulli (SUI) Bruno Risi (SUI) |
| 2010      | Iljo Keisse (BEL) Peter Schep (NED) | Kenny De Ketele (BEL) Leif Lampater (GER) | Michael Mørkøv (DEN) Alex Rasmussen (DEN) |
| 2011      | Robert Bartko (GER) Kenny De Ketele (BEL) | Peter Schep (NED) Wim Stroetinga (NED) | Marc Hester (DEN) Morgan Kneisky (FRA) |
| 2012      | Iljo Keisse (BEL) Glenn O'Shea (AUS) | Kenny De Ketele (BEL) Gijs Van Hoecke (BEL) | Robert Bartko (GER) Silvan Dillier (SUI) |
| 2013      | Jasper De Buyst (BEL) Leif Lampater (GER) | Iljo Keisse (BEL) Wim Stroetinga (NED) | Kenny De Ketele (BEL) Gijs Van Hoecke (BEL) |
| 2014      | Jasper De Buyst (BEL) Kenny De Ketele (BEL) | Mark Cavendish (GBR) Iljo Keisse (BEL) | Silvan Dillier (SUI) Leif Lampater (GER) |
| 2015      | Iljo Keisse (BEL) Michael Mørkøv (DEN) | Kenny De Ketele (BEL) Gijs Van Hoecke (BEL) | Jasper De Buyst (BEL) Otto Vergaerde (BEL) |
| 2016      | Mark Cavendish (GBR) Bradley Wiggins (GBR) | Kenny De Ketele (BEL) Moreno De Pauw (BEL) | Iljo Keisse (BEL) Elia Viviani (ITA) |
| 2017      | Kenny De Ketele (BEL) Moreno De Pauw (BEL) | Morgan Kneisky (FRA) Benjamin Thomas (FRA) | Yoeri Havik (NED) Wim Stroetinga (NED) |
| 2018      | Iljo Keisse (BEL) Elia Viviani (ITA) | Kenny De Ketele (BEL) Robbe Ghys (BEL) | Jasper De Buyst (BEL) Tosh Van der Sande (BEL) |
| 2019      | Kenny De Ketele (BEL) Robbe Ghys (BEL) | Jasper De Buyst (BEL) Tosh Van der Sande (BEL) | Roger Kluge (GER) Theo Reinhardt (GER) |
| 2020      | Ikke arrangeret pga. coronaviruspandemien | Ikke arrangeret pga. coronaviruspandemien | Ikke arrangeret pga. coronaviruspandemien |
| 2021      | Kenny De Ketele (BEL) Robbe Ghys (BEL) | Jasper De Buyst (BEL) Roger Kluge (GER) | Lasse Norman Hansen (DEN) Michael Mørkøv (DEN) |
| 2022      | Lindsay De Vylder (BEL) Robbe Ghys (BEL) | Yoeri Havik (NED) Fabio Van Den Bossche (BEL) | Jasper De Buyst (BEL) Iljo Keisse (BEL) |
| 2023      | Lindsay De Vylder (BEL) Robbe Ghys (BEL) | Yoeri Havik (NED) Jan-Willem van Schip (NED) | Fabio Van Den Bossche (BEL) Jules Hesters (BEL) |
| 2024      | Benjamin Thomas (FRA) Fabio Van Den Bossche (BEL) | Lindsay De Vylder (BEL) Robbe Ghys (BEL) | Aaron Gate (NZL) Jules Hesters (BEL) |